# Vacuum pot

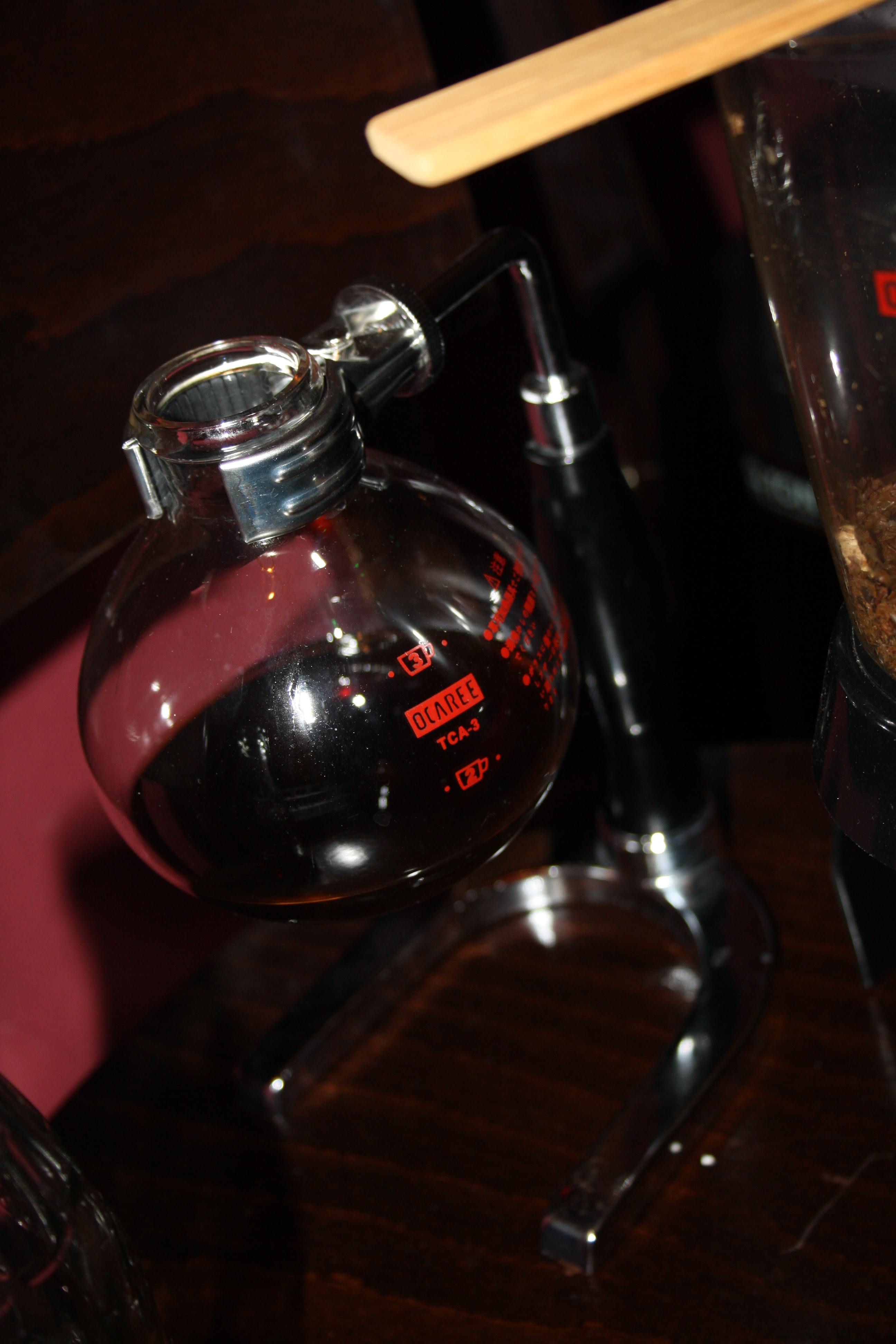
Dolní baňka Vacuum potu s kávou

Vacuum pot ve zkratce Vacpot či kávový sifon je přístroj pro přípravu filtrované kávy. Funguje na principu přetlaku vodní páry, která vytlačí horkou vodu nad filtr. V té se rozpustí namletá káva a po odebrání zdroje tepla padá káva zpět do spodní nádoby, přičemž se filtruje.

## Způsob přípravy
Do spodní nádoby dáme nejlépe filtrovanou (kvůli chuti) a horkou vodu (aby se ušetřil čas na ohřátí). Zasuneme horní nádobu s filtrem přitaženým pružinou k jejímu spodku. Pod Vacuum pot umístíme hořák a počkáme, až pára vytlačí vodu nahoru. V té zamícháme kávu namletou na střední hrubost. Po 60 sekundách odebereme zdroj tepla a káva se díky podtlaku (vzniklém chladnutím dolní baňky) přefiltruje zpět do spodní nádoby. Naléváme přímo ze spodní baňky uchycené v držáku. 

Ze 120ml vody a 10g kávových zrn získáme 100ml výsledné kávy.

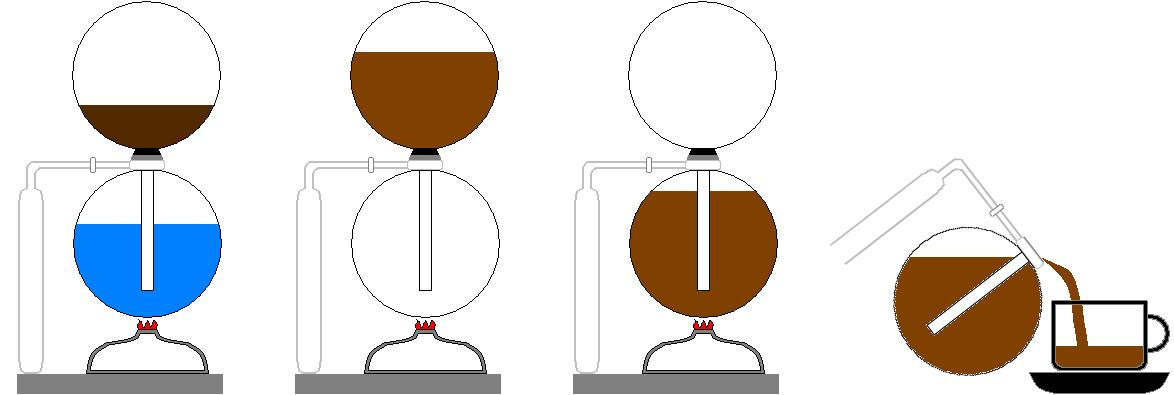
Postup přípravy v Vacuum potu